# The Galaxy Railways
The Galaxy Railways (銀河鉄道物語, Ginga Tetsudō Monogatari) est une série d'animation composée de deux saisons (2003-2004 : Ginga Tetsudô Monogatari (26 épisodes) et 2006-2007 : Ginga Tetsudô Monogatari 2 Eien e no bunkiten (24 épisodes)) et de 4 OAV (2007 : Ginga Tetsudô Monogatari Wasurerareta Toki no Wakusei) qui s'intercalent chronologiquement entre la saison 1 et la saison 2. Leiji Matsumoto est le créateur de cette série. On y retrouve les trains volants déjà présents dans plusieurs animés comme Galaxy Express 999.
La seconde saison et la série d'OAV ne sont pas licenciées pour la France.

## Synopsis
L'histoire raconte la vie du jeune Manabu Yuuki, originaire de la planète Tabito, dont le père et le frère sont décédés en mission pour la Galaxy Railways. Il décide lui aussi de rejoindre cette compagnie au sein du SDF (Space Defense Force) tout comme son père (le frère lui, faisait partie de la brigade d’intervention spéciale SPG (Space Panzer Grenadier)).
Cette histoire est une adaptation des derniers chapitres présents dans le dernier volume du manga Galaxy Express 999.

## Épisodes

### Première saison (2003-2004)
| No | Titre français                             | Titre japonais | Titre japonais | Date de 1re diffusion |
| No | Titre français                             | Kanji          | Rōmaji         | Date de 1re diffusion |
| --- | ------------------------------------------ | -------------- | -------------- | --------------------- |
| 1 | Le Départ                                  |                |                |                       |
| Pourquoi Mamoru et Manabu, les fils du Capitaine Wataru Yuuki, sont-ils à bord du train d'intervention Big One ? Ce dernier essuie une attaque en portant secours au Galaxy Express 7075 endommagé par des météorites...                                                                              |                                            |                |                |                       |
| 2 | Le Nœud du Temps                           |                |                |                       |
| Six ans plus tard, Manabu prend le même chemin que son père et que son frère. C'est alors que son train déraille et l'emporte dans le tourbillon des événements de son passé. Manabu pourra-t-il accepter les injustices du destin ?                                                                  |                                            |                |                |                       |
| 3 | La Roue du Destin                          |                |                |                       |
| Manabu est affecté à l'unité Sirius sous les ordres du Capitaine Bulge, le successeur de son père. Mais pourquoi cet accueil glacial ? Pourra-t-il gagner le respect de ses frères d'armes tout en se battant pour ses convictions ?                                                                  |                                            |                |                |                       |
| 4 | ...Appelé Éternité                         |                |                |                       |
| Dans une gare désaffectée, un jeune homme embarque à bord d'un train fantôme sans terminus dans lequel il espère retrouver sa fiancée défunte. Sa sœur fait appel à la FDS pour le retrouver. Manabu et Louise sauront-ils raisonner un homme prêt à mourir pour sa bien-aimée ?                      |                                            |                |                |                       |
| 5 | Détournement du Big One                    |                |                |                       |
| Des pirates s'emparent du Big One pour mettre la main sur les pièces maîtresses du train. L'ordre d'autodestruction est lancé. Comment Manabu régira-t-il face au chef des pirates, qui l'a déjà dépossédé par le passé ?                                                                             |                                            |                |                |                       |
| 6 | Des Sanglots dans l'Obscurité (1re Partie) |                |                |                       |
| Les unités Sargasse, Polaris et Sirus sont envoyés au secours d'un train spatial ayant subi une attaque terroriste. Devant l'étendue du désastre, Manabu est pris d'une crise de panique. Pourra-t-il rester membre de la FDS s'il n'est pas capable de maitriser ses émotions ?                      |                                            |                |                |                       |
| 7 | Des Sanglots dans l'Obscurité (2e Partie)  |                |                |                       |
| Les attentats continuent. Qui peut vouloir ainsi l'anéantissement total des Galaxy Railways ? Manabu apprendra-t-il à maîtriser sa colère et sa tristesse ? Ce sont les conditions posées par le Capitaine Bulge pour le réintégrer...                                                                |                                            |                |                |                       |
| 8 | Postluminescence                           |                |                |                       |
| Parmi les trains destinés à la casse, Manabu découvre une ancienne locomotive rutilante qui porte le numéro 825. Un vieux mécanicien bourru de la FDS, semble très attaché à cette antique machine qui le lie à un douloureux passé. Le 825 n'a pas encore dit son dernier mot...                     |                                            |                |                |                       |
| 9 | Galerie de Souvenirs                       |                |                |                       |
| Deux jours de vacances sur une planète idéale le temps d'une réparation, voilà de quoi enthousiasmer l'unité Sirius. Chacun se penche alors sur ses souvenirs les moins agréables, qui intéressent un bien étrange voleur...                                                                          |                                            |                |                |                       |
| 10 | Carrefour                                  |                |                |                       |
| Sur la station Alpha 32, quatre prisonniers s'évadent d'un train pénitentiaire. La FDS est appelée à la rescousse. Manabu arrivera-t-il enfin à surpasser sa phobie des armes pour arrêter les dangereux criminels ? Telle est la loi de l'Espace                                                     |                                            |                |                |                       |
| 11 | Affection                                  |                |                |                       |
| La vision d'un bouquet de fleurs réveille des souvenirs chez le Capitaine Bulge. Il revit sa rencontre avec la seule survivante d'une tragédie ferroviaire. Peut-on concilier vie dangereuse et vie de famille ?                                                                                      |                                            |                |                |                       |
| 12 | Crépuscule                                 |                |                |                       |
| La FDS est appelée en renfort pour aider à l'évacuation des habitants d'une planète qui sera bientôt détruite par son soleil. Manabu y rencontre une vieille femme, qui croit reconnaître en lui son fils dont elle est sans nouvelles depuis des années...                                           |                                            |                |                |                       |
| 13 | Le Train du Destin                         |                |                |                       |
| Manabu embarque par erreur à bord du Galaxy Express 777, seul train spatial sans étapes prédéfinies. Il y rencontre un ami d'enfance, que tout espoir semble avoir quitté. Soudain, le train est dévié de sa trajectoire par une forte gravitation inexpliquée...                                     |                                            |                |                |                       |
| 14 | Lien                                       |                |                |                       |
| Manabu et Louise sont chargés de protéger un chef d'état qui se trouve être le père de Louise. Saura-t-elle rester professionnelle alors qu'elle s'était justement engagée dans la FDS pour fuir l'autorité de son père? C'est alors que le système de sécurité automatique dysfonctionne...          |                                            |                |                |                       |
| 15 | Coopération au Front                       |                |                |                       |
| Un orage de météores met une gare spatiale en danger. Les trains d'intervention sont dépêchés sur place. Leurs capitaines arriveront-ils à coordonner leurs efforts en dépit du poids du passé ? |                                            |                |                |                       |
| 16 | Sexaroïde                                  |                |                |                       |
| Un casino ambulant est contraint par une attaque de pirates à se poser sur une étrange planète dont l'atmosphère est corrosive. Malgré le danger, Yuki, l'androïde médical de la FDS, se porte au secours des passagers...                                                                            |                                            |                |                |                       |
| 17 | La Déesse en Armure                        |                |                |                       |
| Une planète de glace abrite un superbe bijou très convoité: la flamme bleue, qui aurait le pouvoir de donner la vie éternelle. David croise alors son ancien amour, qui est poursuivie par des soldats en armure médiévale...                                                                         |                                            |                |                |                       |
| 18 | Le Labyrinthe du Dieu de la Mort           |                |                |                       |
| Une mystérieuse créature sème la terreur dans le quartier général de la FDS. Manabu est grièvement blessé par l'intrus alors qu'il fait équipe avec Bruce. Ayant déjà perdu son précédent partenaire, Bruce serait-il frappé d'une malédiction qui s'abat sur ses coéquipiers ?                       |                                            |                |                |                       |
| 19 | Moment de Répit                            |                |                |                       |
| L'unité Sirius prend un peu de congé à bord du Galaxy Express 610. Manabu s'attire les faveurs de ses coéquipières, ce qui tend à fâcher Louise. Dévoilera-t-elle enfin ses sentiments à Manabu ? |                                            |                |                |                       |
| 20 | Le Choix                                   |                |                |                       |
| Manabu est sélectionné pour intégrer la division blindée Mirmidon. Au terme des séances d'entraînement, il devra faire un choix: rester dans l'unité Sirius de la FDS, ou bien intégrer cette unité d'élite au sein de laquelle son frère Mamoru a perdu la vie...                                    |                                            |                |                |                       |
| 21 | Rébellion                                  |                |                |                       |
| L'unité Sirius intervient à la suite d'un SOS. Ils ne s'attendent pas à la surprise de taille qui leur est réservée... à qui se fier alors que règne un conflit au sein du commandement de la mission ?                                                                                               |                                            |                |                |                       |
| 22 | Les Vents de la Mort                       |                |                |                       |
| Le Big One est en perdition. Fortement endommagé par sa dernière rencontre avec la forteresse ennemie, il se voit contraint de se poser en catastrophe sur une planète isolée. Louise est entre la vie et la mort. Bruce et Manabu trouveront-ils des secours à temps ?                               |                                            |                |                |                       |
| 23 | Un Impitoyable Arbitrage                   |                |                |                       |
| Les compagnons d'arme de l'unité Sirius traversent une double épreuve. En sortiront-ils détruits ou au contraire renforcés ? C'est à ce moment qu'éclate une alerte rouge... |                                            |                |                |                       |
| 24 | Une Galaxie en Feu                         |                |                |                       |
| L'Empire Alfort lance l'attaque finale. Son objectif est clair: détruire le réseau de la Galaxy Railways et la planète Destiny. Alors que la division blindée Mirmidon est balayée par l'ennemi, la FDS lance toutes ses forces disponibles dans l'ultime bataille...                                 |                                            |                |                |                       |
| 25 | Échos de Vie                               |                |                |                       |
| Le Big One s'envole pour une mission désespérée. Des initiatives prises isolément dans les deux camps vont-elles faire basculer le destin de la galaxie ? Alors que les actes de bravoure se succèdent, l'envoi de renforts sera-t-il possible ?                                                      |                                            |                |                |                       |
| 26 | Pensées Lointaines                         |                |                |                       |
| L'espace résonne encore de l'écho de la terrible bataille qui s'y est jouée. C'est alors qu'un gigantesque vaisseau de l'Empire d'Alfort surgit d'un trou dimensionnel. Sera-t-il possible de négocier avec l'ennemi. Quoi qu'il en soit, le Big One est désormais le dernier espoir de l'humanité... |                                            |                |                |                       |

### Deuxième saison (2006-2007)
1. Un nouveau départ
2. Le fossé entre sang-froid et folie
3. La fleur qui éclot dans l'espace
4. Le blues des étoiles
5. Au bord de l'abysse
6. Le diplôme
7. Les roses bleues
8. Une mission pour deux
9. La route du futur
10. Le futur abandonné
11. Pour la fierté de qui
12. Les ailes de l'âme
13. La SDF en pleine crise [1]
14. La SDF en pleine crise [2]
15. Un bonheur momentané
16. Une naufragée inattendue
17. Départ pour l'inconnu
18. Le successeur de la lance
19. L'appel du brouillard
20. À la fin du voyage
21. Réunion
22. Un labyrinthe nommé destinée
23. À travers la tempête
24. Le serment éternel

## Doublage
| Personnages           | Voix japonaises   | Voix françaises   |
| --------------------- | ----------------- | ----------------- |
| Manabu Yuki           | Naoki Yanagi      | François Creton   |
| Miki                  | Izumi Koike       |                   |
| Louise Ford Drake     | Asami Sanada      | Nathalie Bienaimé |
| David Young           | Hikaru Midorikawa | Patrick Noerie    |
| Bruce J. Speed        | Takehito Koyasu   | Frédéric Popovic  |
| Schwanhert Bulge      | Akio Ōtsuka       | Patrick Pellegrin |
| Yuki Sexaroid         | Naoko Suzuki      | Isabelle Volpe    |
| Wataru Yûki           | Kazuhiko Inoue    | Patrick Noérie    |
| Kanna Yûki            | Yōko Asagami      |                   |
| Sayaka                | Aki Nanbu         |                   |
| Kate                  | Asuka Tanii       |                   |
| Franz                 | Yoichi Masukawa   |                   |
| Brad                  | Kayato Ōhashi     |                   |
| Ryûsaku Murase        | Ryūsaku Chiziwa   |                   |
| José Antonio Valdivia | Atsushi Imaruoka  |                   |
| Edwin Silver          | Wataru Hatano     |                   |
| Moritz Schneider      | Yōji Ueda         |                   |
| Julia F. Reinhart     | Kumiko Yokote     |                   |
| Maggie Redford        | Yūki Mitsugi      |                   |
| Ai Matsuura           | Tomato Akai       |                   |
| Kinuko Asai           | Hikari Yono       |                   |
| Tarô Akatsuki         | Mitsuaki Hoshino  |                   |